# 拡大生産者責任
拡大生産者責任（、英: extended producer responsibility、EPR）とは、経済協力開発機構（OECD）が2001年にガイダンスマニュアル（和訳版あり）を策定したことで世界的に認識された環境政策の概念であり、「製品に対する物理的および、または経済的な生産者の責任を、製品のライフサイクルの使用済み段階にまで拡大する環境政策のアプローチ」と定義される。この政策には次の2つの特徴があるとされる。
- 地方自治体から生産者に廃棄物処理の責任を移転する。
- 製品の生産者が製品設計において、廃棄段階における環境に対する配慮を取り込む。

つまり、これまで行政が負担していた使用済製品の処理（回収・廃棄やリサイクル等）に係る費用を、その製品の生産者に負担させるようにするものである。そうすることで、処理にかかる社会的費用を低減させるとともに、製品の生産者が使用済製品の処理にかかる費用をできるだけ下げようとすることがインセンティブとなって、結果的に環境的側面を配慮した製品の設計（リサイクルしやすい製品や廃棄処理の容易な製品等）に移行することを狙っている。その結果、生産側と廃棄側が連動し、製品システム（製品の製造から廃棄に至るまでの一連のシステム）全体における環境パフォーマンスが向上することとなる。
2001年のOECDのガイダンスマニュアルは、2016年にアップデートされており、正式な日本語要約版も公表されている。

## 歴史的経緯
拡大生産者責任の起源は、1990年にスウェーデンのトーマス・リンクヴィスト博士が当時の政策動向を踏まえて命名したことにはじまる（詳しくは本人へのインタビュー記事を参照）。OECDのガイダンスマニュアルの策定は、1994年に開始され、日本からのインプットもされた。ガイダンスマニュアルの策定後の時期は、日本では数々のリサイクル法が施行された時期であり、その施行状況をふまえて、2010年には植田・山川による書籍が出版されている。2016年のアップデートは、世界各国が拡大生産者責任の概念を導入した法制度を導入した経験をふまえて、また、2001年のガイダンスマニュアルでは注目されていなかった途上国における拡大生産者責任の適用など、新たな問題意識をもって、既存のガイダンスマニュアルを補完するものとして策定された。日本からは、容器包装リサイクル法、家電リサイクル法、資源有効利用促進法のもとで実施される小型二次電池のリサイクル制度に係る知見が提供され、付録にその情報が掲載されている。OECDによるアップデートをふまえ、廃棄物資源循環学会では2018年にその特集号を組んでいる。